# Agallia furcostyli
Agallia furcostyli är en insektsart som beskrevs av Chandrasekhara A. Viraktamath 1980. Agallia furcostyli ingår i släktet Agallia och familjen dvärgstritar. Inga underarter finns listade i Catalogue of Life.